# Le Magot
Pour plus de détails, voir Fiche technique et Distribution.
Le Magot (Loot) est un film britannique réalisé par Silvio Narizzano, sorti en 1970.

## Synopsis
Hal McLeavy, le fils d'un directeur d'hôtel dans une station balnéaire anglaise, et son ami Dennis cambriolent une banque voisine de l'entreprise de pompes funèbres où travaille Dennis. Ils cachent le butin dans un cercueil. L'inspecteur Truscott, chargé de l'enquête, les soupçonnent rapidement. Pendant ce temps, M. McLeavy, le père de Hal, est courtisé par Fay McMahon, l'infirmière qui a soigné sa femme pendant ses dernières semaines de vie. L'inspecteur Truscott s'intéresse aussi à Fay McMahon, car il est sûr qu'elle a tué plusieurs de ses anciens maris et qu'elle pourrait avoir empoisonné la mère de Hal.

## Fiche technique
- Titre original : Loot
- Titre français : Le Magot
- Réalisation : Silvio Narizzano
- Scénario : Ray Galton, Alan Simpson, d'après la pièce de Joe Orton
- Direction artistique : Anthony Pratt
- Décors : Terence Morgan
- Costumes : Brian Cox
- Son : Ken Ritchie
- Montage : Martin Charles
- Musique : Keith Mansfield, Richard Willing-Denton
- Production : Arthur Lewis
- Société de production : Performing Arts
- Société de distribution : British Lion Film Corporation
- Pays d'origine :  Royaume-Uni
- Langue originale : anglais
- Format : couleur (Eastmancolor) — 35 mm — son mono
- Genre : Comédie policière
- Durée : 101 minutes
- Dates de sortie : 
  - Royaume-Uni : 31 décembre 1970
  - France : 30 juin 1971

## Distribution
- Richard Attenborough : Inspecteur Truscott
- Lee Remick : Fay McMahon
- Hywel Bennett : Dennis
- Milo O'Shea : M. McLeavy
- Roy Holder : Hal McLeavy
- Dick Emery : M. Bateman
- Joe Lynch : Père O'Shaughnessy
- John Cater : Meadows